# Bupleurum foliosum
Bupleurum foliosum är en flockblommig växtart som beskrevs av Philipp Salzmann och Dc. Bupleurum foliosum ingår i släktet harörter, och familjen flockblommiga växter. Inga underarter finns listade i Catalogue of Life.